# Municipiu
Un municipiu (de llatí municipium«municipi») és una subdivisió administrativa a Romania i Moldova, més o menys equivalent a ciutat.
A Romania, el 2001 a més de Bucarest, n'hi havia 92. No hi ha cap barem clar pel que fa a l'estat de municipiu, sol atorgar l'estatut a entitats de la població per damunt de 15.000 habitants que disposen d'una infraestructura urbana. Les altres entitats són classificades només mentre ciutats (orașe), o si no són nuclis urbans, comunes. Les ciutats són governades per un batlle i un consell municipal.
No hi ha cap subdivisió administrativa oficial de les ciutats. Tanmateix, de manera no oficial, els municipis poden dividir-se en barris (cartiere en Romanès). L'excepció és Bucarest, que té un estatut similar al d'un comtat, i es divideix oficialment en sis sectors administratius.
Moldova té tretze municipii, segons llei del 2002 les entitats que una funció important en el país en el sentit econòmic, social, cultural, científic, polític i administratiu, obtenen aquest estatut.

## Municipii

### Romania
| Província       | Abrev. | Ciutats                                                      | Any obtenció estatus               |
| --------------- | ------ | ------------------------------------------------------------ | ---------------------------------- |
| Alba            | AB     | Alba Iulia Aiud Blaj Sebeș                                   | 1938/1968 1994 1993 2000           |
| Arad            | AR     | Arad                                                         | 1925/1968                          |
| Argeș           | AG     | Pitești Câmpulung Curtea de Argeș                            | 1968 1994 1995                     |
| Bacău           | BC     | Bacău Onești Moinești                                        | 1929/1968 1968 2001                |
| Bihor           | BH     | Oradea Beiuș Marghita Salonta                                | 1925/1968 2003 2001                |
| Bistrița-Năsăud | BN     | Bistrița                                                     | 1979                               |
| Botoșani        | BT     | Botoșani Dorohoi                                             | 1968 1994                          |
| Brașov          | BV     | Brașov Făgăraș Codlea Săcele                                 | 1925/1968 1979 2000                |
| Brăila          | BR     | Brăila                                                       | 1925/1968                          |
| Buzău           | BZ     | Buzău Râmnicu Sărat                                          | 1968 1994                          |
| Caraș-Severin   | CS     | Reșița Caransebeș                                            | 1968 1995                          |
| Călărași        | CL     | Călărași Oltenița                                            | 1968 1997                          |
| Cluj            | CJ     | Cluj-Napoca Turda Dej Câmpia Turzii Gherla                   | 1925/1968 1968 1998 2000           |
| Constanța       | CT     | Constanța Mangalia Medgidia                                  | 1925/1968 1995 1994                |
| Covasna         | CV     | Sfântu Gheorghe Târgu Secuiesc                               | 1979 2000                          |
| Dâmbovița       | DB     | Târgoviște Moreni                                            | 1968 2003                          |
| Dolj            | DJ     | Craiova Băilești Calafat                                     | 1925/1968 2001 1997                |
| Galați          | GL     | Galați Tecuci                                                | 1925/1968 1968                     |
| Giurgiu         | GR     | Giurgiu                                                      | 1933-1938/1968                     |
| Gorj            | GJ     | Târgu Jiu Motru                                              | 1968 2000                          |
| Harghita        | HR     | Miercurea Ciuc Gheorgheni Odorheiu Secuiesc Toplița          | 1979 2003 1968 2002                |
| Hunedoara       | HD     | Deva Hunedoara Brad Lupeni Orăștie Petroșani Vulcan          | 1968 1968 1995 2003 1995 1968 2003 |
| Ialomița        | IL     | Slobozia Fetești Urziceni                                    | 1979 1995                          |
| Iași            | IS     | Iași Pașcani                                                 | 1925/1968 1995                     |
| Ilfov           | IF     | Cap                                                          |                                    |
| Maramureș       | MM     | Baia Mare Sighetu Marmației                                  | 1968 1968                          |
| Mehedinți       | MH     | Drobeta-Turnu Severin Orșova                                 | 1933-1938/1968 2000                |
| Mureș           | MS     | Târgu Mureș Sighișoara Reghin Târnăveni                      | 1925/1968 1968 1994 1998           |
| Neamț           | NT     | Piatra Neamț Roman                                           | 1968 1968                          |
| Olt             | OT     | Slatina Caracal                                              | 1979 1994                          |
| Prahova         | PH     | Ploiești Câmpina                                             | 1925/1968 1994                     |
| Satu Mare       | SM     | Satu Mare Carei                                              | 1929/1968 1995                     |
| Sălaj           | SJ     | Zalău                                                        | 1979                               |
| Sibiu           | SB     | Sibiu Mediaș                                                 | 1925/1968 1968                     |
| Suceava         | SV     | Suceava Fălticeni Rădăuți Câmpulung Moldovenesc Vatra Dornei | 1968 1994 1995 2000                |
| Teleorman       | TR     | Alexandria Roșiorii de Vede Turnu Măgurele                   | 1979 1995 1968                     |
| Timiș           | TM     | Timișoara Lugoj                                              | 1925/1968 1934/1968                |
| Tulcea          | TL     | Tulcea                                                       | 1968                               |
| Vaslui          | VS     | Vaslui Bârlad Huși                                           | 1979 1968 1995                     |
| Vâlcea          | VL     | Râmnicu Vâlcea Drăgășani                                     | 1968 1995                          |
| Vrancea         | VN     | Focșani Adjud                                                | 1934/1968 2000                     |
| Bucarest        | B      | Bucarest                                                     | 1925/1968                          |

Dels disset municipii creats al 1925, quatre ja no formen part de Romania sinó de la República de Moldàvia: Cernăuți, Cetatea Albă, Chișenău i Bălți. Cluj I Oradea van perdre temporalment el títol el 1940 arran del Segon Premi de Viena, mentre va ser concedit a Odessa i Tiraspol durant el període del governorat de Transnistria. Els municipii més recents a Romania és del 2003 són Vulcan i Lupeni.

### Moldova
| Ciutats      | Any obtenció estatus |
| ------------ | -------------------- |
| Bălți        | 1995                 |
| Cahul        | 1998/2016            |
| Ceadîr-Lunga | 2016                 |
| ChișEnău     | 1995                 |
| Comrat       | 1998                 |
| Edineț       | 1998/2016            |
| Hîncești     | 1998/2016            |
| Orhei        | 1998/2016            |
| Soroca       | 1998/2016            |
| Strășeni     | 2016                 |
| Ungheni      | 1998/2016            |
| Bender       | 1995                 |
| Tiraspol     | 1995                 |

Chișinău, Tiraspol, Bălți i Bender van ser municipii des del 1995, i Comrat des del 1998. Cahul, Edineț, Hîncești, Orhei, Soroca i Ungheni van tenir l'estatus de 1998 a 2002, i el van tornar a obtenir el 2016. Căușeni, Taraclia, Batejaăsari, i Rîbnițun van tenir l'estatut de 1998 a 2002.